# Zagato Raptor
El Zagato Raptor, también conocido como Lamborghini Raptor, es un automóvil de concepto creado en 1996 por Zagato en colaboración con Alain Wicki de Lamborghini. El cuerpo cuenta con el diseño "doble burbuja" de Zagato y un innovador diseño de la puerta, donde toda la sección media del coche gira hacia arriba y adelante. El chasis es tomado de una Lamborghini Diablo 4WD. El diseño fue completado y un vehículo apareció en el Salón del Automóvil de Ginebra en 1996. En el momento de mostrarlo, se creía que el coche estaba listo para la producción.
Utilizar la unidad de tren y el motor V12 de 492 hp (367 kW) del Diablo, pero eliminando el sistema de frenos antibloqueo y sistema de control de tracción, así como el uso extensivo de fibra de carbono para el cuerpo hizo que el vehículo fuese mucho más ligero que el Diablo y por tanto, potencialmente más rápido. Para compensar la falta de ABS y las velocidades potencialmente más altas, se realizó una actualización en el sistema de frenado del Diablo. Poseía una velocidad máxima de 330 km/h y utilizaba neumáticos P-Zero 245/35ZR18 en el frente y 335/30ZR18 en la parte posterior.
La mayoría de los medios de comunicación especularon que habría sido un coche excelente para cerrar la brecha entre el Diablo y su sucesor, luego llamado Canto, pero Lamborghini no produjo el Raptor. Alain Wicki trató brevemente de desarrollarlo por su cuenta con la ayuda de Zagato, pero no pudo. Poseía el único prototipo hasta el año 2000, cuando fue subastado en el Salón del Automóvil de Ginebra y comprado por un coleccionista privado.